# Georgette Harvey
Georgette Harvey (31 de diciembre de 1884 – 17 de febrero de 1952) fue una cantante y actriz estadounidense. Es conocida por su interpretación como Maria en la producción original de Broadway Porgy (1927) y en la producción de ópera de Broadway de 1935 de George Gershwin Porgy and Bess.

## Biografía
A los 18 años Georgette Harvey dejó su ciudad natal San Luis, Misuri, para mudarse a Nueva York. Donde formó un cuarteto, llamado Creole Belles, donde hizo actuaciones brevemente en Estados Unidos antes de viajar a Europa. Después de varios años el grupo se disolvió, pero Harvey siguió trabajando, actuando en clubes nocturnos y en cabarets. También vivió y actuó en Rusia cuando tenía 16 años, y se fue tras el comienzo de la Revolución rusa. Trabajó brevemente en Japón antes de regresar a Estados Unidos. Empezó a trabajar como actriz de género y cantante en Broadway. Sus apariciones incluyen Porgy, Stevedore, Porgy and Bess, Mamba's Daughters y Anna Lucasta.
Aunque Harvey hizo una prueba cinematográfica para el papel de Mammy en Lo que el viento se llevó (1939), Hattie McDaniel terminó ganando el papel. La prueba cinematográfica de Harvey sobrevive actualmente y se puede vislumbrar una parte en el documental The Making of a Legend: Gone with the Wind (1988).
Harvey murió el 17 de febrero de 1952, a los 69 años.

## Filmografía
- Social Register (1934)
- Chloe, Love Is Calling You (1934)
- Back Door to Heaven (1939)
- The Middleton Family at the New York World's Fair (1939)